# Шишкіне (Тульська область)
Шишкіне - село в Білівському районі Тульської області Росії .
В рамках адміністративно-територіального устрою включається до Таратухінського сільського округу Білівського району , в рамках організації місцевого самоврядування входить до сільського поселення Лівобережне  .

## Географія
Село знаходиться в південно-західній частині Тульської області, в зоні хвойно-широколистяних лісів , в межах північної частини Середньоруської височини  , на правому березі річки Руки, на відстані приблизно 8 кілометрів (по прямій) на південь від міста Бєльова, адміністративного центру району. Абсолютна висота - 163 метри над рівнем моря  .

### Клімат
Клімат характеризується як помірно континентальний, з помірно холодною сніжною зимою та теплим літом. Середньорічна багаторічна температура повітря становить 4,4 °С. Середня температура повітря найхолоднішого місяця (січня) - 9,6 ° C (абсолютний мінімум - 42 ° C); найтеплішого місяця (липня) - 18,6 ° C (абсолютний максимум - 37 ° C). Безморозний період триває протягом 154 днів. Тривалість періоду вегетації становить близько 180 днів. Середньорічне кількість атмосферних опадів становить 694 мм, у тому числі більшість (411 мм) випадає у теплий період. Сніговий покрив тримається протягом 127 днів. Середньорічна швидкість вітру становить 3,8 м/с  .

### Часовий пояс
Село Шишкіно, як і вся Тульська область, знаходиться у часовій зоні МСК (московський час). Зміщення застосовуваного часу щодо UTC становить +3:00.

## Населення
| 2010 |
| 32   |

### Національний склад
Згідно з результатами перепису 2002 року, в національній структурі населення росіяни становили 88% із 41 чол. 